# 김마리아
김마리아(金瑪利亞, 1891년 음력 6월 18일~1944년 3월 13일)는 한국의 독립운동가이다. 그녀는 대한민국애국부인회 회장, 상하이의 대한민국애국부인회 간부 등을 지냈다. 본관은 광산으로, 본명은 김진상(金眞常)이며, 김근포(金槿圃)라고도 하였다. 독립운동가 의 나이 2살 어린 친정 5촌 고모였다.

## 생애

### 학창 시절
황해도 장연에서 지주인 아버지 김윤방(金允邦)과 어머니 김몽은(金蒙恩)의 3녀로 태어났다. 김윤방은 일찍이 기독교에 입교하여 고향 마을에 초등학교를 세운 선각자였는데, 김마리아가 어릴 때 사망했다. 그는 아버지가 설립한 소래보통학교를 졸업했고, 어머니도 곧 사망하여 김윤오, 김필순 등 숙부들의 슬하에서 자라났다.
김마리아의 집안은 민족 의식이 투철한 명문가였다. 김마리아의 고모부인 서병호와 그의 아들인 서재현은 대한민국 임시정부에서 일한 독립운동가였으며, 김규식의 부인이며 역시 독립운동가인 김마리아에게는 김순애가 나이 많은 5촌 종고모가 된다. 세브란스의학전문학교을 졸업한 숙부 김필순은 나중에 임시정부를 세운 노백린, 류동렬, 이동휘, 김규식 등과 가까운 사이로, 김마리아는 숙부의 집에서 연동여학교(정신여자고등학교의 전신)를 다니면서 민족정신을 갖고 있는 집안 어른들의 영향을 받게 되었다.
1910년 연동여학교를 졸업하고 광주의 수피아여학교(수피아여자고등학교의 전신)와 모교에서 교사로 근무했다. 1914년에는 일본으로 유학을 떠나 히로시마시를 거쳐 도쿄 여자학원에서 수학했다.

### 독립운동과 미국 유학

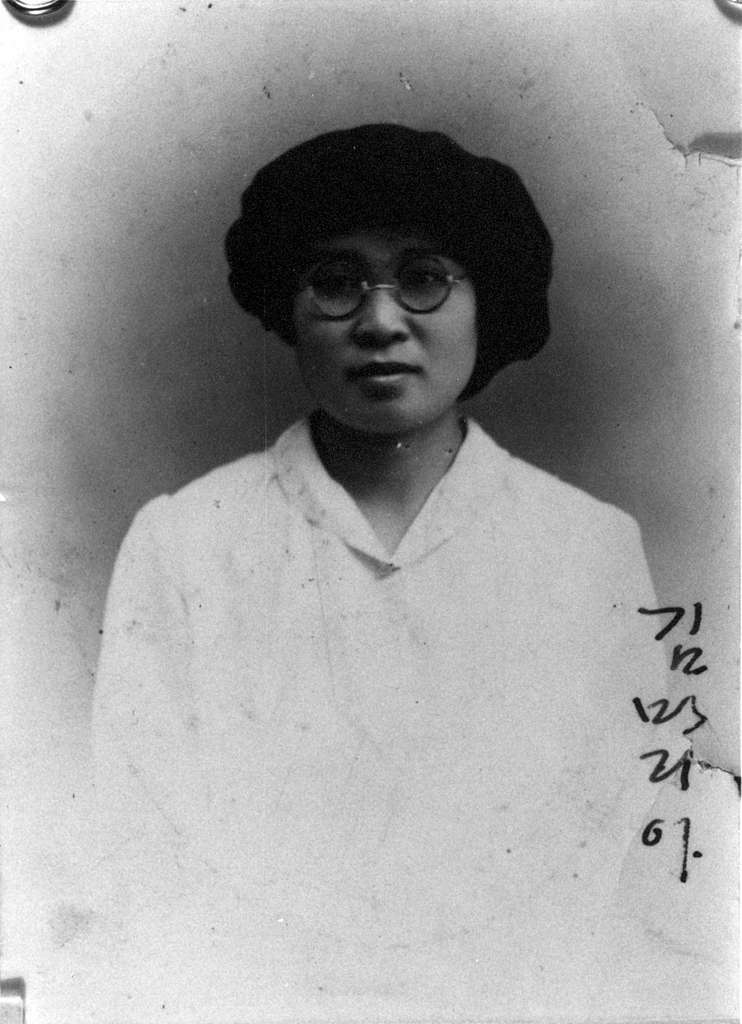
1919년 당시의 김마리아

1919년 도쿄 여자학원 졸업을 앞두고 도쿄 유학생들이 중심이 되어 2·8 독립 선언이 일어나자 황애덕 등과 함께 적극 참가했다. 곧이어 3·1 운동이 일어났을 때도 미리 귀국하여 황해도 지역의 운동에 관여했다가 체포, 구금되었다. 이때 고문을 당해 몸을 상한 뒤 평생 건강 문제로 고생하게 된다.
1919년 대한민국애국부인회 사건으로 징역 3년형을 선고받았으나 고문후유증으로 인한 병보석으로 풀려난 사이, 1920년 미국인 선교사의 도움으로 상하이로 탈출하여 대한민국 임시정부의 황해도 대의원이 되었으며, 난징의 진링(金陵) 대학에서 수학하였다. 1923년에는 미국으로 유학하여 로스앤젤레스에 도착한 후 안창호의 부인 이혜련의 도움으로 미국에 정착했다. 이후 파크 대학교와 시카고 대학교에서 공부하여 석사학위를 받은 뒤 뉴욕에서 신학을 공부하였다. 그러나 그는 학생 신분으로, 생계를 위해 야채판매점 점원을 비롯하여 여러 직업을 전전하며 학비를 마련했다. 그는 뉴욕에서 다시 만난 황애덕, 박인덕 등과 함께 재미 대한민국애국부인회(근화회)를 조직하고 회장을 맡았다.  그가 회장을 맡고 황애덕이 총무를 맡았으며 이선행이 서기를 맡았다.
1924년 9월 미조리주 파크빌에 소재한 파크대학 문학부에 입학, 1926년에 수료했다. 1928년 시카고로 이주, 시카고 대학 사회학과에 입학, 1929년에 석사학위를 취득하였다. 1930년 다시 뉴욕으로 옮겨가 뉴욕신학대학에서 신학을 공부하였다.

### 최후
1933년 마르타윌슨 신학교의 루이시 교장의 권고로 귀국했는데, 신학을 가르친다는 조건으로 조선총독부에서 귀국을 허락하였다. 그러나 경성부에 체류할 수 없고, 교사활동도 신학 이외에는 가르칠 수 없도록 하는 등 일본 경찰의 제약이 뒤따랐다. 원산부의 마르다 윌슨 신학교에서 교편을 잡고 신학 교육에 힘쓰다가, 1943년 오래전 고문으로 얻은 병이 재발하여 원산의 사택에서 졸도한 뒤 1944년 3월 13일 평양기독병원에서 사망했다. 미혼으로 자손은 없었고, 시신은 유언대로 화장하여 대동강에 뿌려졌다.

## 사후
2·8 독립 선언에 함께 참가했던 이광수가 쓴 〈누이야〉(1933년)라는 시는 김마리아의 귀국을 기념하여 그를 소재로 쓴 것이며, 안창호가 김마리아같은 여성이 열명만 있었다면 한국은 독립이 되었을 것이라고 말했다는 이야기나 고문을 하던 일본 검사가 탄복할 정도로 의지가 강했다는 일화 등이 남아 있다. 그는 1938년을 전후하여 천주교, 장로교, 감리교등 한국 기독교 주요 교파들의 신사참배 강요에 협력하여 기독교인들이 대거 변절하던 시기에도 신사 참배를 거부하는 등 불굴의 의지로 사람들의 존경을 받았다.
1962년 건국훈장 독립장을 추서 받았으며, 1998년 7월 이 달의 독립운동가로 선정되었다. 서울 보라매공원에 동상이 건립되어 있다. 2004년에는 독립기념관에 "독립이 성취될 때까지는 우리 자신의 다리로 서야 하고 우리 자신의 투지로 싸워야 한다"라는 문구를 적은 어록비가 세워졌다. SGI서울보증은 2019년 5월 24일 창립 50주년과 3·1 운동 및 대한민국임시정부수립 100주년을 기념하여, 옛 정신여자고등학교가 자리했던 본사 부지(서울 종로구 김상옥로 29)에 흉상을 건립했다.

## 같이 보기
- 김순애
- 김규식
- 나혜석
- 민족 해방 운동
- 함태영

## 참고자료
- 네이버 캐스트 : 오늘의 인물 - 김마리아
- 박용옥 (2003). 《김마리아: 나는 대한의 독립과 결혼하였다》. 서울: 홍성사. ISBN 978-89-365-0652-0.
- 남자도 하는데 여자라고 왜? 한겨레 2002.02.18